# Rybno (powiat de Sochaczew)
Pour les articles homonymes, voir Rybno.
Rybno [ˈrɨbnɔ] est un village polonais de la gmina de Rybno dans la powiat de Sochaczew et dans la voïvodie de Mazovie.
Il est le siège de la gmina de Rybno.
Il est situé approximativement à 10 kilomètres au nord-ouest de Sochaczew et à 62 kilomètres à l'ouest de Varsovie.
Le village a une population de 607 habitants en 2008.